# Stoney Stanton
Stoney Stanton est une paroisse civile et un village du Leicestershire, en Angleterre.